# Тейн Пэ Мьин
Тейн Пэ Мьин (бирм. သိန်းဖေမြင့်, 10 июля 1914 — 15 января 1978) — бирманский журналист, революционер и политический деятель, активный участник борьбы за национальную независимость от Японской и Британской империй, генеральный секретарь Коммунистической партии Бирмы.